# Charlamovsky

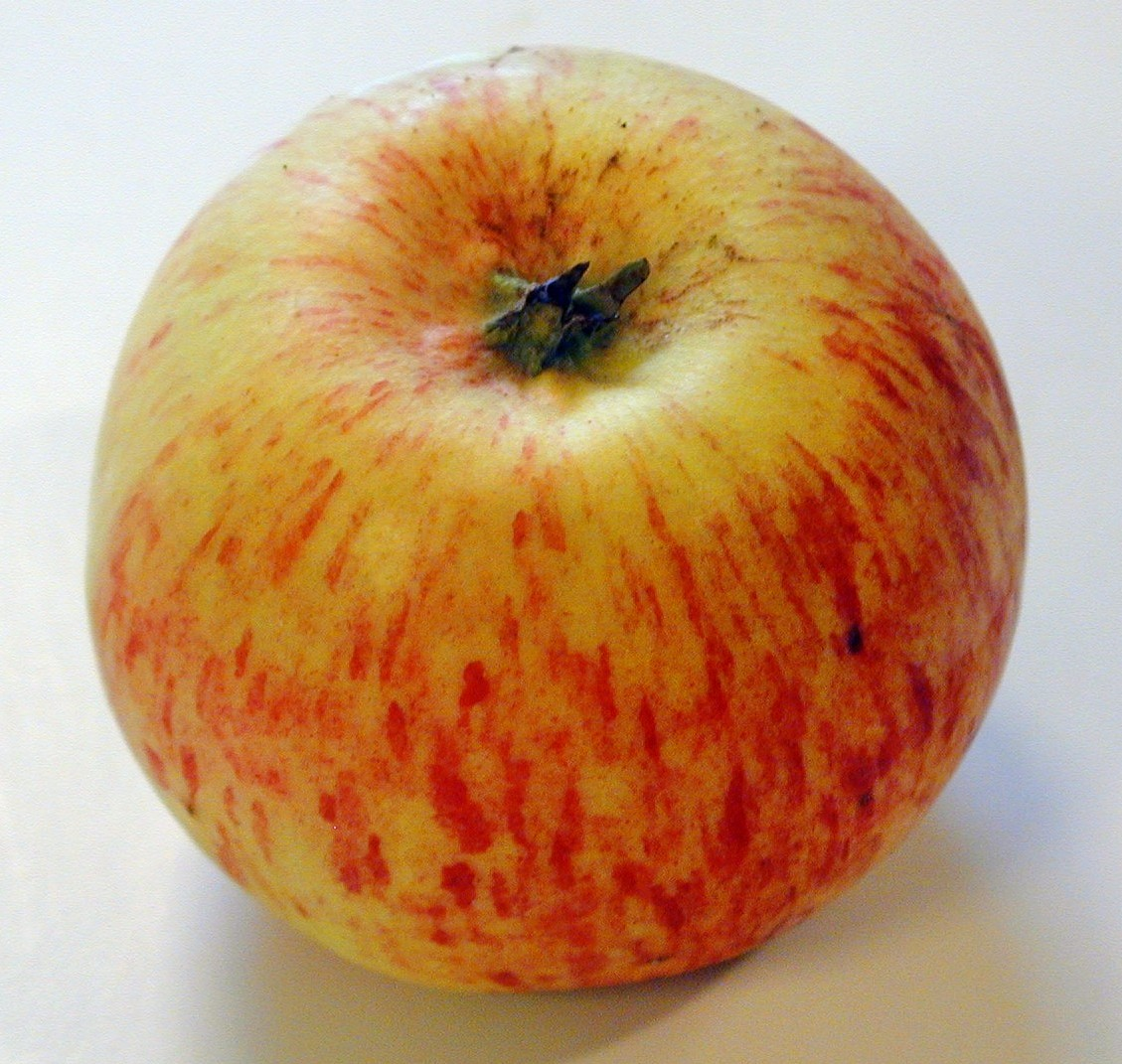

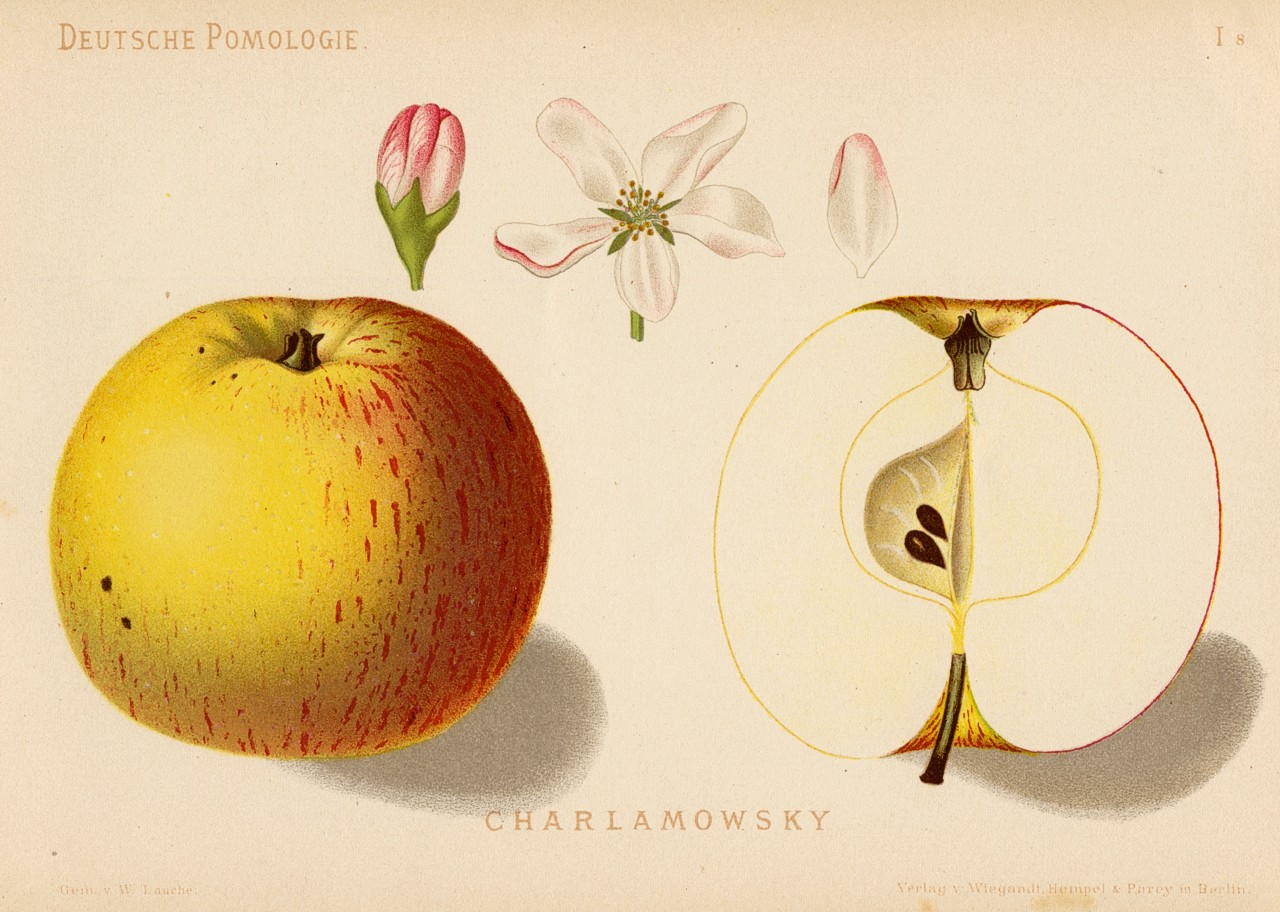

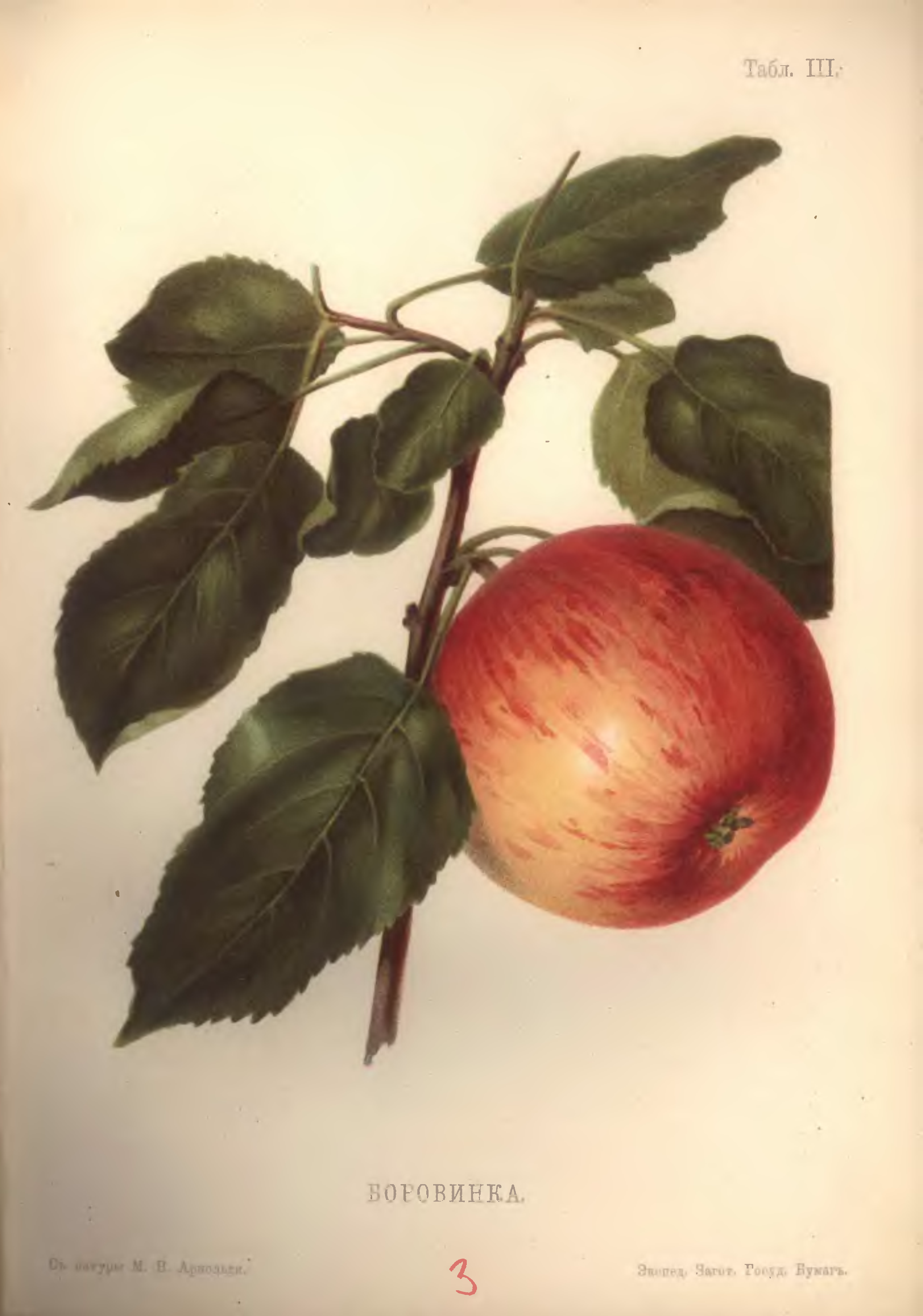
"Атлас плодов", 1906

Charlamovsky är en äppelsort med ursprung i Ryssland, enligt de flesta pomologer. En sjukdom äpplet kan drabbas av är fruktmögel. Blomningen är tidig till medeltidig, och äpplet pollineras av bland annat Gyllenkroks Astrakan, Maglemer, Melba, Oranie, Silva, Stenbock och Transparente Blanche. I Sverige odlas sorten gynnsammast i zon I-VI.C-vitamin 10,9mg/100 gram, syra 1,1% socker 14%.